# Хенри Силва
Хенри Силва (на английски: Henry Silva) е американски актьор.

## Биография
Роден е на 15 септември 1926 година в Ню Йорк.
Холивудските му роли включват редица злодеи във филмите „Бравадос“ (1958) с Грегъри Пек, „Законът и Джейк Уейд“ (1958) и един от единайсетте обирджии в Рат пак филма „Бандата на Оушън“ (1960) с участието на Франк Синатра, Дийн Мартин, Сами Дейвис и Питър Лоуфорд. Силва играе ролята на комунистическия агент Чунджин в „Манчурският кандидат“ (1962), в който отново участва Синатра, а също играе американец от коренното население в „Тримата сержанти“ от същата година, в който пак си партнира със Синатра и Мартин.
Силва озвучава злодея Бейн в „Батман: Анимационният сериал“ и „Новите приключения на Батман“.
Умира на 14 септември 2022 г., девет дни преди да навърши 96 години, в Лос Анджелис.

## Избрана филмография
| Година | Филм                       | Оригинално заглавие               | Роля          | Режисьор         |
| ------ | -------------------------- | --------------------------------- | ------------- | ---------------- |
| 1952   | Вива, Сапата!              | Viva Zapata!                      | Ернандес      | Елия Казан       |
| 1957   | Напрежение                 | The Tall T                        | Чинк          | Бъд Бетикър      |
| 1958   | Бравадос                   | The Bravados                      | Леандро Лухан | Хенри Кинг       |
| 1958   | Пътят на обира             | Ride a Crooked Trail              | Сам Тийлър    | Джеси Хибс       |
| 1974   | Белия зъб и спасението     | Zanna bianca alla riscossa        | Мистър Нелсън | Тонино Ричи      |
| 1985   | Код на мълчанието          | Code of Silence                   | Луис Комачо   | Андрю Дейвис     |
| 1999   | Дух куче: Пътят на самурая | Ghost Dog: The Way of the Samurai | Рей Варго     | Джим Джармуш     |
| 2001   | Бандата на Оушън           | Ocean's Eleven                    | себе си       | Стивън Содърбърг |